# Un duel
Un duel sau Duelul (în rusă Дуэль) este o nuvelă realistă scrisă de Anton Pavlovici Cehov, considerată una dintre cele mai lungi nuvele ale sale. A fost publicată pentru prima dată în octombrie-noiembrie 1891 în foileton în ziarul Novoe Vremea de Alexei Suvorin. Povestea are loc în Caucaz, pe coasta Mării Negre. Nuvela a fost ecranizată de mai multe ori în diferite țări, ca de exemplu în 1961 de Tatiana Berezanțeva sau în 2010 de Dover Koshashvili.

## Prezentare
Ivan A. Laevski, este un tânăr aristrocrat educat de 28 de ani, care a fugit de doi ani cu amanta sa, Nadejda Fiodorovna, într-un orășel de provincie din Caucaz, pe malul Mării Negre. La începutul nuvelei, el nu mai este îndrăgostit de Fiodorovna, care i se pare vulgară și ipocrită, aceasta are relații cu alți bărbați și Laevski vrea s-o părăsească. El primește o telegramă prin care este informat că soțul ei a murit; cu toate acestea, ascunde scrisoarea într-o carte și nu-i spune nimic despre acest lucru. Dacă i-ar spune, se gândește el, ar fi ca și cum ai invita-o să se căsătorească cu el. Fiecare din cei doi, în secret, se simte vinovat față de celălalt și recunoaște că trăiește în falsitate. Nadejda a strâns datorii mari despre care partenerul ei Ivan nu are cunoștință.
Singurul în care Laevski are încredere este Samoilenko, un medic militar și proprietarul unei pensiuni. Samoilenko este vizitat des și de Von Koren, un tânăr zoolog care este mereu pozitivist dar și despotic și îl disprețuiește total pe Laevski, despre care crede că este un rebut al societății, vicios și periculos pentru moralitatea tuturor. Conflictul ideologic dintre cei doi tineri nu este deschis, este mai mult exprimat  prin intermediari. Laevski, nedumerit și înfricoșat, este provocat în mod gratuit de Von Koren la duel (acesta este punctul culminant al narațiunii, care este mult timp amânat în mod intenționat). Laevski, ca prin minune, nu este ucis în duelul în care a fost atras fără voia sa, dar clipele de groază trăite în fața morții care sunt în contrast cu dezamăgirile mărunte ale vieții cotidiene îl fac să-și schimbe ideile. Laevski se metamorfozează spiritual și decide să își refacă viața împreună cu Nadejda. Ca un comentariu social, autorul meditează la tema relativității adevărului existențial, care este simbolizat de descrierea în finalul nuvelei a unei bărci în derivă prin furtună, cu Von Koren la bord.

## Personaje
Personajele principale ale nuvelei sunt:
- Ivan A. Laevski, un tânăr aristrocrat educat de 28 de ani, care se caracterizează prin minciunile sale inconștiente.[6] După cum l-a caracterizat criticul Alexandr Skabicevski,  el este „un leneș moral dizolvat și senzual și un afemeiat, ... o moștenire tristă a iobăgiei”.[7] La sfârșitul nuvelei, are loc o metamorfoză și acesta devine „un cetățean exemplar”.
- Nadejda Fiodorovna, o femeie căsătorită, amanta lui Ivan A. Laevski; este descrisă „subtil, inteligent și cu îndemânare”.[8]
- Von Koren, un tânăr zoolog care îl vizitează adesea pe Samoilenko. Natura este fermă, dar cu idealuri oarecum despotice. Acesta a interpretat pozitiv opiniile lui Herbert Spencer despre atotputernicia selecției naturale.[9]

Personajele secundare ale nuvelei sunt:
- Samoilenko, medic militar, proprietarul unei pensiuni.
- Diaconul Pobedov, un tânăr care tocmai a absolvit seminarul.
- Kirilin, un ofițer de poliție, îndrăgostit de Nadejda Fiodorovna.

## Istoria publicării
La 8 decembrie 1890, Cehov a sosit la Moscova. Cehov a început să scrie nuvela în ianuarie 1891. Potrivit lui Mihail Cehov, în timp ce lucra la ea, Cehov s-a întâlnit în mod regulat cu zoologul și psihologul rus Vladimir Wagner. Cei doi au avut mai multe discuții îndelungate, dintre care una a fost subiectul conceptului atunci popular al „dreptului celui mai puternic”, care a stat la baza filozofiei personajului principal Von Koren, pentru care Wagner aparent a servit ca model,
La 5 ianuarie, în scrisoarea sa către Alexei S. Suvorin îi spune că „am început o nouă nuvelă”. La Sankt Petersburg, unde Cehov a stat între 8 și 29 ianuarie 1891, a continuat să lucreze la poveste, dar cu „mare dificultate”. Urmează alte scrisori, la 23 februarie Cehov îi scrie că:
Nuvela merge înainte. Toate-s bune, totul e neted, lungimi aproape că nu mai sunt. Dar știi ce e prost? Nuvela n-are mișcare și asta mă înspăimântă. Mi-e teamă că cititorul n-o s-o poată citi nici până la jumătate, darmite până la sfârșit!
Din februarie a plecat din Sankt Petersburg, dar s-a întors la 11 martie. La 19 martie, Cehov era deja plecat în străinătate.
La 6 august, Cehov îi scrie iar lui Suvorin:
Mâine sau poimâine termin nuvela, în niciun caz astăzi. Sfârșitul m-a obosit peste măsură. Graba m-a făcut să-mi consum un funt de nervi. Compoziția bucății e cam complicată, de multe ori m-am încurcat, distrugând lucruri gata scrise și zile întregi n-am fost mulțumit de munca mea. Iată de ce n-am terminat-o până acum.
La 18 august nuvela era gata:
În sfârșit, am terminat nuvela mea cea lungă și obositoare și ți-o trimit recomandat la Feodosia. Te rog s-o citești. Pentru gazetă e prea lungă, iar conținutul ei nu îngăduie să fie publicată fragmentar. Adică, rămâne la aprecierea dumitale. Dacă amâni publicarea ei până la toamnă, atunci o să revăd o corectură la Moscova. [...] E groaznic! Am obosit, iar sfârșitul m-a dat gata: parcă trăgeam un convoi întreg de care, toamna, pe drumuri pline de noroi… Iată de ce am întârziat.
Nuvela a fost publicată pentru prima dată în octombrie-noiembrie 1891 în foileton în ziarul Novoe Vremea de Alexei Suvorin. A apărut în numerele 5621, 5622, 5624, 5628, 5629, 5635, 5642, 5643, 5649, 5656, 5657 ale ziarului Novoe Vremea din 22, 23, 25, 29, 30 octombrie, 5, 12 , 13, 19, 26, 27 noiembrie, sub semnătura Anton Cehov. În numărul 5657 a apărut locul și data scrierii: „Satul Boghimovo, 1891”. 
Editorul Suvorin a publicat apoi nuvela cu ușoare modificări și cu o nouă împărțire pe capitole ca o ediție separată la Sankt-Petersburg în 1892 (ediția I). Cartea s-a bucurat de nouă reeditări în timpul anilor 1890 (ediția a II-a în 1892, ediția a IX-a în 1899). Cehov a inclus această nuvelă, cu noi modificări, în volumul 6 al seriei „Opere. Lucrări de colecție” din 1901. Seria a fost publicată de Adolf Marks în 1899-1901.
La prima apariție în Novoe Vremea, nuvela a avut 17 capitole, dar în ediția separată, Cehov le-a mărit numărul la 21. (Capitolul III a devenit III și IV; capitolul V a devenit VI și VII; capitolul X a devenit XII și XIII; capitolul XVI a devenit XIX și XX.) Nuvela a fost mărită și ca text, cu o serie de fraze noi, care s-au păstrat aproape în întregime și în textul din culegerea de Opere a lui Marks. De asemenea, Cehov a înlocuit unele cuvinte și a făcut câteva prescurtări de text.

## Analiză critică și primire

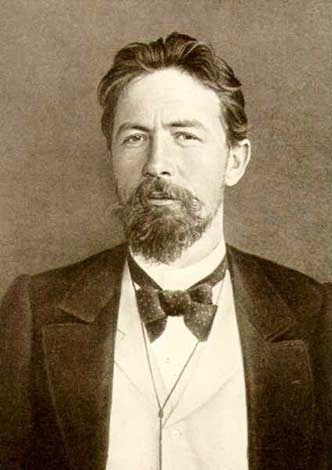
Anton Cehov la Yalta în 1900

Proza scurtă i-a permis lui Cehov să construiască o imagine mozaicală a lumii moderne. Personajele sale formează o mulțime pestriță, ele sunt persoane cu preocupări și concepții diferite, de la griji cotidiene banale la grave întrebări existențiale. Astfel, particularitățile inovatoare ale artei sale narative sunt probate de impresionantele portrete psihologice ale personajelor create într-un mod care permite folosirea perspectivelor diferite, cu puncte de vedere multiple (cum ar fi viziunea naratorului sau reflectarea contradictorie a personajului principal în gândirea celorlalți, dar și autocaracterizarea cu numeroase retrageri a celor spuse anterior). Nuvela Un duel se încadrează printre cele mai lungi texte ale autorului.
Duelul este un motiv literar recurent al scriitorului,  într-un mod care nu apare la predecesorii săi ruși (Aleksandr Pușkin, Lev Tolstoi,  Mihail Lermontov sau Ivan Turgheniev) care l-au prezentat într-un modul eroic. Pentru Cehov, duelul este asemănător unui anacronism care-i influențează un discurs cu conotații grotești și tragicomice.
În recenziile criticilor, nuvela Un duel a stârnit aprecieri contradictorii. Criticul Alexandr Skabicevski a afirmat că: „Puterea talentului artistic al lui Cehov constă în interpretarea magistrală a personajelor, dar gândurile pe care le urmărește în cele mai recente lucrări ale sale sunt izbitoare în mizeria lor. Dar la sfârșitul nuvelei falsitatea și vulgaritatea sunt risipite.”
Vl. I. Nemirovici-Dancenko i-a scris autorului în 1892: „Să nu dai atenție recenziilor în doi peri, numai pe jumătate favorabile. Nuvela Un duel e tot ce ai scris dumneata mai bun până acum.”
I. Iasinski, în recenzia sa a volumului Oameni posomorâți a spus că „Nuvela Un duel pare să reprezinte răspunsul polemic al artistului la Sonata Kreutzer a contelui Lev Tolstoi”.
Maxim Gorki a scris că „Tolstoi[...] dădea ca exemplu tinerilor scriitori lucrările lui [Cehov] minunate și adânci ca: Tifosul, Drăguța, Accesul, Un răufăcător, Un duel și multe altele.”

## Traduceri în limba română
- Duelul (roman), Editura Țicu Eșanu, traducere de R. Donici[21]
- Un duel, în Opere,  volumul VII, Nuvele și Povestiri 1889–1892, Editura Cartea Rusă, București, 1958, traducere de Otilia Cazimir și Nicolae Guma. Note de K. D. Muratova
- Un duel, în Opere volumul V Un duel. Salonul , Editura Univers, 1999, traducere de Anda Boldur
- Duelul, în Duelul. Dramă la vânătoare, Editura Corint, București 2016. ISBN: 978-606-8723-72-3; traducere de Anca Irina Ionescu[1]

## Adaptări

Afișul filmului sovietic Duel (1961)

Oleg Strijenov a interpretat rolul lui Laevski în lungmetrajul sovietic color omonim din 1961 regizat de Tatiana Berezanțeva. Acesta a afirmat Laevski este foarte dificil pentru un actor. Există pericolul de a-l prezenta direct din două jumătăți - bună și rea, aproape ca un ticălos și apoi complet reînnoit. Nu este așa, Laevski nu are nicăieri o stare definită, totul este amestecat, confuz, tulbure, binele este ascuns în spatele răului, insensibilitatea și asprimea sunt confundate cu suferința reală. Totul este complicat, ca întotdeauna la Cehov. Filmul a fost produs de Mosfilm, cu filmări la Gagra, pe malul lacului Rița și la munte, pe baza punerii în scenă a nuvelei de către Lev Rudnik la Teatrul-Studio al actorului de film cu un ansamblu actoricesc și o producție teatrală deja pregătite, regizoarea Tatiana Berezanțeva și directoarea de imagine Antonina Egina au fost instruite să producă filmul pe baza acestora.
Mai multe ecranizări ale nuvelei au fost realizate de-a lungul timpului, ca de exemplu:
- Duel (Uniunea Sovietică, 1961), regia Tatiana Berezanțeva, Lev Rudnik[26][27]
- Duel (Marea Britanie, 1963), regia Charles Jarrott (din seria pentru televiziune Festival)[28]
- Om bun și rău (Плохой хороший человек, Uniunea Sovietică, 1973), regia Iosif Kheifits , filmări în Ievpatoria, Crimeea și Gagra
- Das Duell (RFG, film TV, 1964), regia Hans Schweikart[29][30]
- Nesut menya koni... (Несут меня кони…, Caii mă poartă..., Rusia, 1997), regia Vladimir Motîl, acțiunea are loc în prezent [31][32]
- Anton Chekhov's The Duel (SUA, 2010),[4] regia Dover Koshashvili, filmări în Croația[33][34][4][35][36]